# NGC 7433
NGC 7433 је спирална галаксија у сазвежђу Пегаз која се налази на NGC листи објеката дубоког неба.
Деклинација објекта је + 26° 9' 44" а ректасцензија 22h 57m 51,7s. Привидна величина (магнитуда) објекта NGC 7433 износи 14,9 а фотографска магнитуда 15,7. NGC 7433 је још познат и под ознакама MCG 4-54-3, CGCG 475-6, VV 84, PGC 70112.